# Calendário

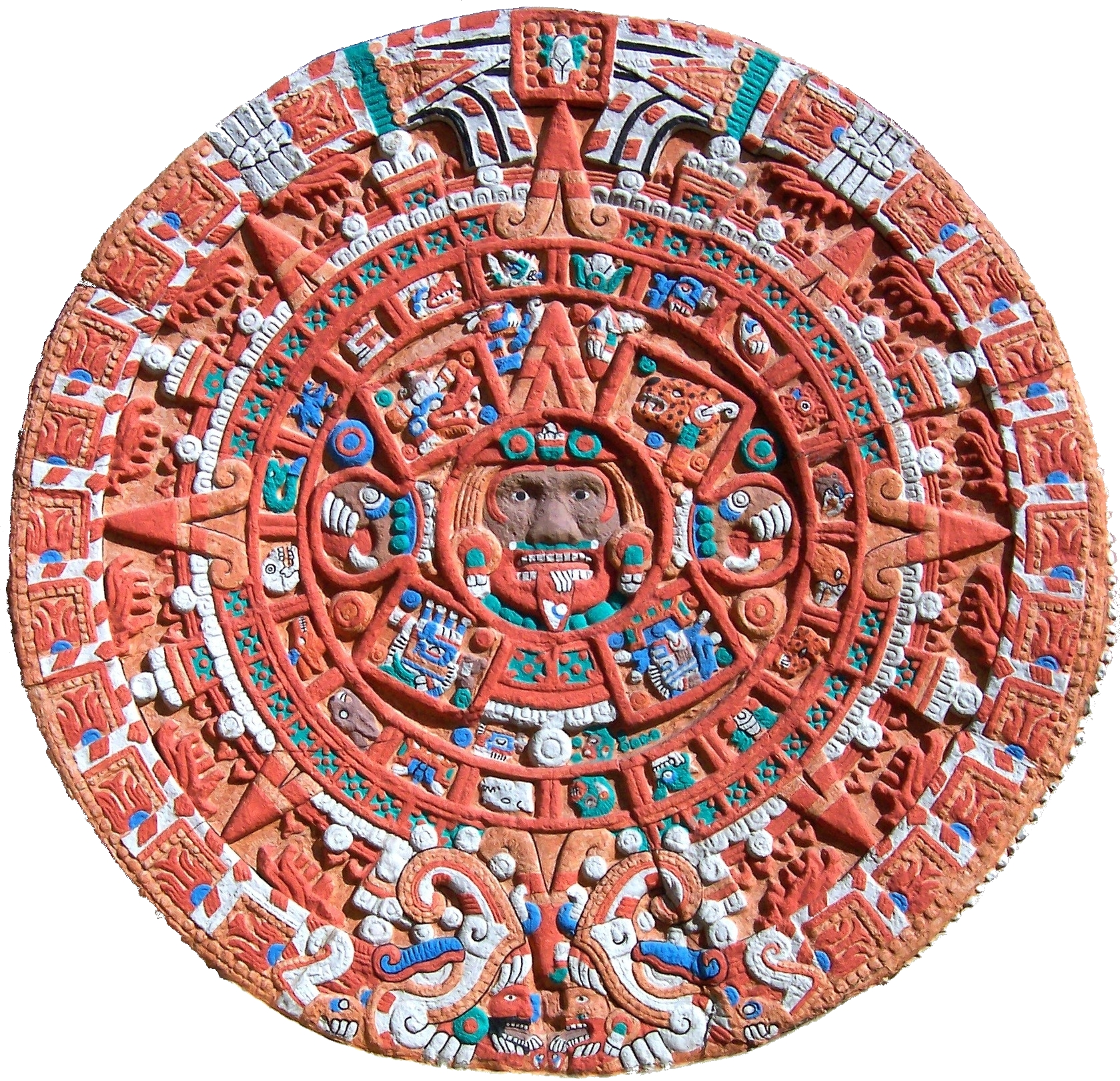
Representação pictórica do Calendário asteca

Calendário é um sistema para contagem e agrupamento de dias que visa a atender principalmente às necessidades civis e religiosas de uma cultura. A palavra deriva do latim calendarium, "livro de registro", que, por sua vez, deriva de calendae, que indicava o primeiro dia de um mês romano. As unidades principais de agrupamento dos dias são o mês e o ano.

## Conceitos
A unidade básica para a contagem do tempo é o dia, que corresponde ao período de tempo entre dois eventos equivalentes sucessivos: por exemplo, o intervalo de tempo entre duas ocorrências do nascer do Sol, que corresponde, em média (dia solar médio), a 24 horas.[carece de fontes?]
O mês lunar corresponde ao período de tempo entre duas lunações, cujo valor aproximado é de 29,5 dias.[carece de fontes?]
O ano solar é o período de tempo decorrido para completar um ciclo de estações (primavera, verão, outono e inverno). O ano solar médio tem a duração de aproximadamente 365 dias, 5 horas, 48 minutos e 47 segundos (365,2422 dias). Também é conhecido como ano trópico. A cada quatro anos, as horas extra acumuladas são reunidas no dia 29 de Fevereiro, formando o ano bissexto, ou seja, o ano com 366 dias.[carece de fontes?]
Os calendários antigos baseavam-se em meses lunares (calendários lunares) ou no ano solar (calendário solar) para contagem do tempo.[carece de fontes?]
Embora não houvesse comunicações e nem os povos antigos conhecessem outros modelos mais precisos para a contagem do tempo, foram os calendários mais simples como a lunação e os sete dias da semana que permitiram aos historiadores refazer em tempo real todos os eventos históricos.[carece de fontes?]
Hoje em dia se sabe que os caçadores-coletores da Era do Gelo na Europa foram os primeiros humanos á utilizarem um calendário sistêmico baseado na lua em que se era registrado os eventos ecológicos ocorridos durante aquele tempo, além de também calcular e marcar o nascimento de animais.

## Etimologia
Antes de Júlio César criar, com a ajuda do astrônomo Sosígenes, o calendário dito juliano, os romanos tinham meses lunares, que começavam em cada lua nova. No primeiro dia da lua nova, chamado "dia das calendas" (calendae), um dos pontífices convocava o povo no Capitólio para informar as celebrações religiosas daquele mês. O pontífice mencionava, um por um, os dias que transcorreriam até as nonas, repetindo, em voz alta, a palavra calo, "eu chamo".
A partir do calendário juliano, que não era lunar, as nonas foram o quinto dia nos meses de trinta dias e o sétimo nos meses de trinta e um. De calendae, os romanos criaram o adjetivo calendarius, "relativo às calendas", e o substantivo calendarium, com o qual designavam o livro de contas diárias e, mais tarde, o registro de todos os dias do ano.[carece de fontes?]
Em nossa língua portuguesa, até o século XIII, a palavra "calendas" era empregada, no entanto, para denominar o primeiro dia de cada mês e calendário a lista dos dias do ano com suas correspondentes festividades religiosas. O calendário dos gregos não tinha calendas e, assim, os romanos conceberam a expressão Ad calendas graecas, "para as calendas gregas", para referir-se a algo que não iria ocorrer nunca.[carece de fontes?]

## Classificação

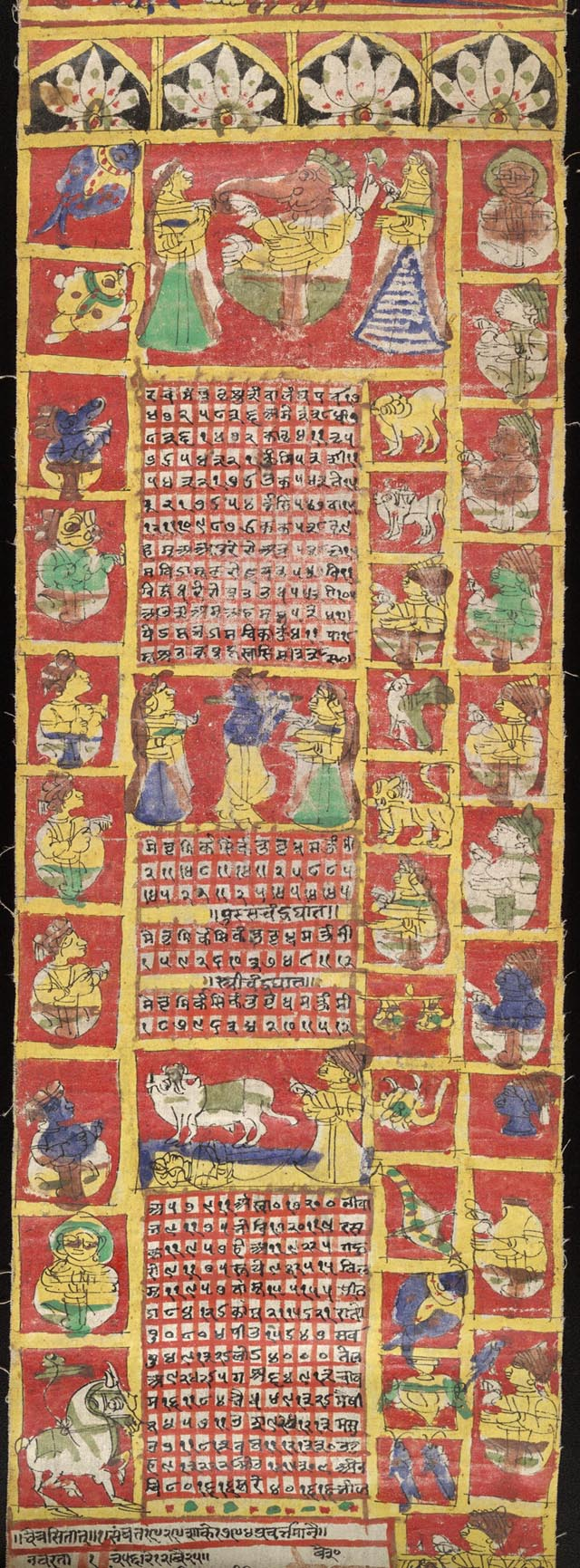
Calendário hindu

Calendários em uso na Terra são frequentemente os lunares, solares, lunissolares ou arbitrários. Um calendário lunar é sincronizado com o movimento da Lua; um exemplo disso é o calendário islâmico. Um calendário solar é sincronizado com o movimento do Sol; um exemplo é o calendário persa. Um calendário luni-solar é sincronizado com ambos os movimentos do Sol e da Lua; um exemplo é o calendário hebraico. Um calendário arbitrário não é sincronizado nem com o Sol nem com a Lua. Um exemplo disso é o calendário juliano usado por astrônomos. Há alguns calendários que parecem ser sincronizados com o movimento de Vênus, como o calendário egípcio; a sincronização com Vênus parece ocorrer principalmente em civilizações próximas ao equador.[carece de fontes?]
Praticamente todos os sistemas de calendário utilizam uma unidade coloquialmente chamada de ano, que se aproxima do ano tropical da Terra, ou seja, o tempo que leva um completo ciclo de estações, visando facilitar o planejamento de atividades agrícolas. Muitos calendários também usam uma unidade de tempo chamada mês baseado nas fases da Lua no céu; um calendário lunar é aquele no qual os dias são numerados dentro de cada ciclo de fases da Lua. Como o comprimento do mês lunar não se encaixa em um divisor exato dentro do ano tropical, um calendário puramente lunar rapidamente se perde dentro das estações. Os calendários lunares compensam isso adicionando um mês extra quando necessário para realinhar os meses com as estações.[carece de fontes?]

### Atual
No ocidente, o calendário juliano baseado em anos foi o adotado. Ele numera os dias dentro dos meses, que são mais longos que o ciclo lunar, por isso não é conveniente para seguir as fases da Lua, mas faz um trabalho melhor seguindo as estações. Infelizmente, o ano tropical da Terra não é um múltiplo exato dos dias (é de aproximadamente 365,2422 dias), então lentamente cai fora de sincronia com as estações. Por essa razão, o calendário gregoriano foi adotado mais tarde na maior parte do ocidente. Por usar um recurso matemático de ano bissexto (os anos centenários são bissextos somente se puderem ser divididos por 400 e seu resultado for sem fração, logo, quando for, por exemplo, 2 100, 2 200, 2 300, 2 500 e 2 600, estes anos não serão bissextos), pode ser ajustado para fechar com as estações como desejado.[carece de fontes?]

### Completude
Calendários podem definir outras unidades de tempo, como a semana, para o propósito de planejar atividades regulares que não se encaixam facilmente com meses ou anos. Calendários podem ser completos ou incompletos. Calendários completos oferecem um modo de nomear cada dia consecutivo, enquanto calendários incompletos não.[carece de fontes?]

### Finalidade
Podem ser pragmáticos, teóricos ou mistos. Um calendário pragmático é o que é baseado na observação; um exemplo é o calendário religioso islâmico. Um calendário teórico é aquele que é baseado em um conjunto estrito de regras; um exemplo é o calendário hebraico. Um calendário misto combina ambos. Calendários mistos normalmente começam como calendários teóricos, mas são ajustados pragmaticamente quando algum tipo de assincronia se torna aparente; a mudança do calendário juliano para o calendário gregoriano é um exemplo, e o próprio calendário gregoriano pode ter que receber algum ajuste próximo ao ano 4000 (como foi proposto por G. Romme para o calendário revolucionário francês revisado). Houve algumas propostas para a reforma do calendário, como o calendário mundial ou calendário perpétuo. As Nações Unidas consideraram a adoção de um calendário reformado por um tempo nos anos 1950, mas essas propostas perderam muito de sua popularidade.[carece de fontes?]
O calendário gregoriano, como um exemplo final, é completo, solar e misto.[carece de fontes?]

### Calendários lunares
Nem todos os calendários usam o ano solar como uma unidade. Um calendário lunar é aquele em que os dias são numerados dentro de cada ciclo das fases da lua. Como o comprimento do mês lunar não é nem mesmo uma fração do comprimento do ano trópico, um calendário puramente lunar rapidamente desalinha-se das estações do ano, que não variam muito perto da linha do Equador. Permanece constante, no entanto, em relação a outros fenômenos, especialmente as marés. Um exemplo é o calendário islâmico.
Alexander Marshack, em uma obra controversa, acreditava que as marcas em um bastão de osso (cerca de 25 000 a.C.) representavam um calendário lunar. Outros ossos marcados também podem representar calendários lunares. Da mesma forma, Michael Rappenglueck acredita que as marcas de uma pintura rupestre de 15 mil anos de idade representam um calendário lunar.

### Calendários fiscais
Um calendário fiscal (como um calendário 4-4-5) fixa, para cada mês, um determinado número de semanas, para facilitar as comparações de mês para mês e de ano para ano. Janeiro sempre tem exatamente 4 semanas (de domingo a sábado), fevereiro tem quatro semanas, março tem cinco semanas etc. Note-se que este calendário vai precisar adicionar uma 53ª semana a cada 5 ou 6 anos, que pode ser adicionada a dezembro ou pode não ser, dependendo de como a organização utiliza essas datas. Existe um modo padrão internacional para fazer isso: a semana ISO. A semana ISO começa na segunda-feira e termina no domingo. A semana 1 é sempre a semana que contém 4 de janeiro no calendário gregoriano.[carece de fontes?]
Calendários fiscais também são usados pelas empresas. Neste caso o ano fiscal é apenas um conjunto qualquer de 12 meses. Este conjunto de 12 meses pode começar e terminar em qualquer ponto do calendário gregoriano. É o uso mais comum dos calendários fiscais.[carece de fontes?]